# 后庄里 (臺中市)
后庄里是位在台中市北屯區的里行政區，在清治時期是屬於台灣縣拺東上堡，街庄的名稱為後庄子，日治時代則是屬於台中州大屯郡北屯庄，大字名稱為後庄子，街庄名稱為後庄仔莊，民國時代改名為后庄里。

## 沿革
后庄里古名「後莊仔」，取其地理位置在四張犁的陳平聚落後方之意。民國時代先改制為後莊里，再更為為后庄里。此里早年以農業為主，是台中市北屯區的水稻主要分布區。里內百年的古道發展成庄內巷。1973年，本里以三公頃土地興建「后庄國宅」，是台中市最早且為當時唯一的透天式國宅。2004年，庄內巷與位於其他里轄地內的更生巷、同平巷串連成「庄內鐵馬道」，全長5964公尺，並經過百年芒果古樹、開庄石頭公等人文地景；2006年，敦化路的中清路口至松竹路口段旁開闢敦化公園

## 飯店
台中仲信金鬱金香酒店(原台中兆品)

## 景點
- 后庄福德祠
- 敦化公園
- 后庄公園

## 教育
- 臺中市北屯區新興國民小學

## 廟宇
- 陳平庄紫微宮

## 外部連結
- 后庄里
- 台灣社區通[永久]
- 村里通[永久]